# Anton Schuchbauer

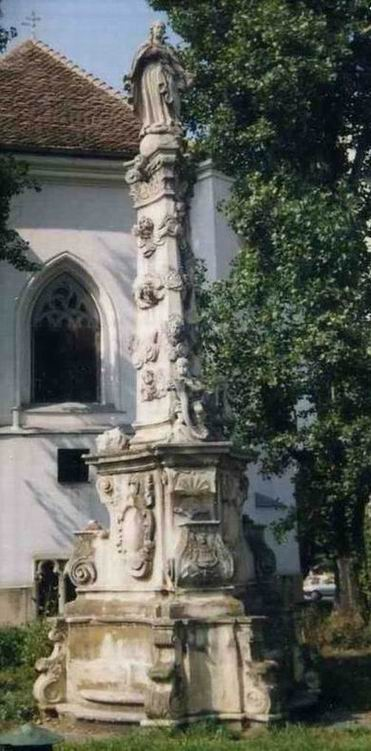
A kolozsvári Mária-oszlop

Anton Schuchbauer (kb. 1719. – 1789.) a barokk korszak egyik legjelentősebb kolozsvári szobrásza. Oltárkészítéssel, síremlék-faragással és épületszobrászattal foglalkozott. Johannes Nachtigallal, a kor másik jeles szobrászával együtt Bíró János plébános pártfogoltja volt. A mecenatúra eredménye a Szent Mihály-templom belső díszítése; a szószék a két művész közös munkája.
Valószínűleg Budáról költözött Kolozsvárra. A városban első ízben 1740-ben fordul elő a neve. Az 1770-es adóösszeírásnál a hatodik (utolsó) kategóriába sorolták. 1774-ben bepanaszolta Toldalagi Lászlót a Guberniumnál tizenkét évi elmaradt bére, 6 aranyforint miatt.
Legjelentősebb művei: a piarista templom szószéke és stallum-faragványai, a minorita templom utóbb Nagyenyedre került mellékoltárai, a Mária-oszlop, a gyulafehérvári székesegyház Immaculata-oltára, a Szent Mihály-templom Háromkirályok-oltára 16 faragott szoborral, a Szent András-oltár, a Szentháromság-oltár 12 szoborral, tabernákulum, Nepomuki Szent János-oltár, a dési katolikus templom Mária-oltára, a magyarszarvaskendi katolikus templom oltára és feszülete, a nagyszebeni katolikus templomban Otto Ferdinand de Abensberg és Traun Ottó gróf síremléke. Több főúri kastély építésében is részt vett, így hadadi Wesselényi-kastélyban ő készítette az ablakköveket, stukkómennyezeteket, kandallót, a homlokzati címertáblát és a park díszurnáit; Toldalagi László gróf marosvásárhelyi piactéri rokokó palotájában szintén az ő műve a stukkómennyezet és a kandalló.